# Julie Maroh
Jul Maroh (tiếng Pháp: [maʁo];hay Julie Maroh) là một nhà văn và một Họa sĩ về Tiểu thuyết hình ảnh đặc trưng người pháp. Cô nổi tiếng với tiểu thuyết Blue Is the Warmest Color (Le bleu est une couleur chaude, "Xanh là màu nồng ấm nhất"), một tiểu thuyết với câu chuyện kể về tình yêu và cuộc đời của hai người phụ nữ đồng tính. Tác phẩm đã được chuyển thể thành phim La vie d'Adèle bởi đạo diễn Abdellatif Kechiche.